# تینا، میسوری
تینا (به انگلیسی: Tina) یک روستا (ایالات متحده آمریکا) در ایالات متحده آمریکا است که در شهرستان کرول، میزوری واقع شده‌است.
 تینا ۰٫۸۳ کیلومتر مربع مساحت و ۱۵۷ نفر جمعیت دارد و ۲۲۰ متر بالاتر از سطح دریا واقع شده‌است.